# Carmichaelia astonii
Carmichaelia astonii är en ärtväxtart som beskrevs av George Simpson. Carmichaelia astonii ingår i släktet Carmichaelia och familjen ärtväxter. Inga underarter finns listade i Catalogue of Life.